# Over the Edge
Over the Edge ist ein Pen-&-Paper-Rollenspiel von Jonathan Tweet und Robin D. Laws, das 1992 beim amerikanischen Verlag Atlas Games erschienen ist. Das Spiel mit einem innovativen Regelsystem findet in einer von surrealem Horror geprägten Spielwelt statt.

## Regelsystem
Das System von Over the Edge verkörpert einen zu seiner Zeit neuen und in zweifacher Hinsicht puristischen Ansatz: regelarmes Spiel und die Beschreibung eines Spielercharakters durch traits (engl. für Eigenschaften oder Charakterzüge) statt wie bis dahin üblich durch Attribute und Fertigkeiten.
Die knapp gehaltenen Regeln, die eher den Stellenwert von Leitlinien haben, geben den Spielleitern – und fordern von ihnen – mehr Kontrolle über das Geschehen, als bei Rollenspielen in der Tradition von Dungeons and Dragons der Fall war. Die Autoren von Over the Edge gehen davon aus, dass früher oder später jede Regel in einem Rollenspiel ausgelegt, angepasst oder gebrochen werden müsse. Sie hängen der Philosophie an, dass das besser früher geschehe. Damit ist es möglich, die Spielregeln auf ein paar Grundregeln zu beschränken, so dass das Spiel nicht durch das Nachschlagen von Sonderregeln für die jeweilige Situation verlangsamt wird.
Over the Edge brachte Neuerungen bezüglich der Darstellung eines Charakters im Spielsystem ein: Traditionelle Rollenspiele teilen die Werte der Spielfiguren in Attribute und Fertigkeiten ein. Attribute sind Basiswerte wie Stärke oder Intelligenz, die jedem Charakter in unterschiedlichem Ausmaß zu eigen sind, während Fertigkeiten wie Klettern oder Verborgenes entdecken erworben werden müssen und dazu dienen, die Charaktere individueller zu gestalten. Steht für eine Aufgabe keine passende Fertigkeit zur Verfügung, so dienen die Attribute in der Regel als Grundlage für eine – meist drastisch verminderte – Chance, die Aufgabe trotzdem zu bewältigen. Es gibt gewöhnlich zwischen fünf und zehn Attribute, und die Anzahl der Fertigkeiten kann rasch dreistellig werden. Eine Vielzahl an Regeln sorgt dafür, dass Vorzüge mit Nachteilen ausgeglichen werden, damit kein Charakter eine überragende Stellung in der Spielrunde erhält.
Im Gegensatz dazu hat ein Charakter bei Over the Edge nur vier Charakterzüge (drei traits und einen negativen flaw), die sich der Spieler selbst ausdenken darf. Sie sind meist sehr vage definiert und müssen ständig neu interpretiert werden, um zu ermitteln, welcher der Charakterzüge bei einer Aufgabe Anwendung finden kann. Damit nicht ein Charakter der Gruppe übermächtig wird, muss diese Freiheit von der Spielleiterin oder dem Spielleiter sinnvoll beschränkt werden, ein Problem, bei dem die Regeln von Over the Edge wenig Hilfestellung leisten. Die traits lassen sich als breit gefasste Super-Fertigkeiten verstehen, so dass Over the Edge als Endpunkt einer Entwicklung von auf Attributen über auf Attributen plus Fertigkeiten zu einem rein auf Fertigkeiten basierenden Rollenspiel gesehen werden kann.
Über die eigentlichen Regeln hinaus zeichnet sich Over the Edge dadurch aus, dass die Autoren viel Wert darauf gelegt haben, die Regeln ausführlich zu begründen, statt sie lediglich darzustellen, wie es in den meisten anderen Rollenspielbüchern der Fall ist. Damit fördert er eingehenderes Regelverständnis und weist auf Probleme hin, die auf die Spielleiter zukommen können.
Wie die kargen Regeln vermuten lassen, legt Over the Edge wenig Wert auf einen mechanischen Spielablauf, bei dem es darum geht, wie die Zahlenwerte der Spielfiguren aufeinander einwirken. Das ist schon daran festzustellen, dass Wiederholungen von Aktionen durch Abzüge beim Würfeln bestraft werden. Ziel des Spiels ist es, eine interessante und abwechslungsreiche Geschichte mit vielschichtigen und individuellen Charakteren zu erzählen. Zu diesem Zweck müssen sich die Spieler bei der Erschaffung ihrer Charaktere Phrasen ausdenken, die die Zahlenwerte auf dem Datenblatt illustrieren, und ein paar Fragen zu ihrem Hintergrund beantworten, die der Spielleiterin oder dem Spielleiter Ansatzpunkte bieten, die Charaktere in die Geschichte hineinzuziehen und ihnen interessante Aufgaben zu stellen.
Weil die Regeln so kurz und einfach anzuwenden sind, werden sie ab und zu auch als System für Rollenspiele vor einem anderen Hintergrund als dem offiziellen benutzt.

## Spielwelt
Over the Edge ist ein Rollenspiel des „surrealen Horrors“; die Autoren berufen sich explizit auf Franz Kafka und William S. Burroughs. Die Spielercharaktere agieren in einer Welt, in der nichts so ist, wie es scheint. Sie müssen damit leben, nur Bälle in einem großen und ihnen unverständlichen Spiel nebulöser Gruppierungen zu sein, auf die sie nur sehr beschränkt einwirken können. Dabei werden sie häufig genötigt, sich für eines von mehreren Übeln zu entscheiden. Insofern kann Over the Edge als ein Rollenspiel verstanden werden, das die Festigkeit der moralischen Prinzipien prüft, die sich die Spieler für ihre Charaktere vorstellen.
Over the Edge spielt Mitte der 1990er Jahre auf Al Amarja, einer fiktiven Mittelmeer-Insel südwestlich von Malta. Nach der „Befreiung“ aus den Klauen Mussolinis wurde auf der Insel eine „Demokratie“ nach dem Vorbild der Vereinigten Staaten errichtet. Wie demokratisch Al Amarja ist, ist schon daran zu erkennen, dass die Befreierin seit dieser Zeit das Amt der Präsidentin innehat. Der Hintergrund von Over the Edge ist geprägt von den Widersprüchen zwischen äußerem Schein und Wahrheit. Regierung und Wirtschaft sind zutiefst korrupt, während die Bürger den als liberal verbrämten laissez-faire-Stil im Staat auf allerlei dubiose, unmoralische und menschenunwürdige Weise ausnutzen. So gibt es zum Beispiel Sklaverei auf Al Amarja – und den Sklaven geht es besser als anderen Teilen der Gesellschaft. Jeder ist sich selbst der Nächste und Gewalt gehört zum Lebensstil.
Darüber hinaus ist Al Amarja Tummelplatz von Mafiosi, Geheimdiensten und Verschwörungen, die ihre eigenen Ziele verfolgen. Die größte Stadt auf Al Amarja, The Edge, wird von verschiedenen Gangs regiert. Dekadente Millionäre spielen mit Magie herum, Psikräfte existieren, und als oppenheimer bezeichnete irre Wissenschaftler erfinden Apparate, die die Grenzen der Physik überwinden. Es gibt sogar mehrere voneinander unabhängige Gruppen von Außerirdischen.